# Meropleon ambifusca
Meropleon ambifusca är en fjärilsart som beskrevs av Newman 1948. Meropleon ambifusca ingår i släktet Meropleon och familjen nattflyn. Inga underarter finns listade i Catalogue of Life.